# Alexander Gregorevich Fischer von Waldheim
Alexander Gregorevich Fischer von Waldheim (translitera del cirílico ruso Фишер фон Вальдгейм, Александр Григорьевич) (1803 -1884) fue un botánico, zoólogo, médico, y explorador ruso, de origen germano, que fue Pte. de la Société Impériale des Naturalistes de Moscou.

## Biografía
Era el padre de Alexandr Alexandrovich Fischer von Waldheim (1839 - 1920) e hijo de Johann Gotthelf Fischer von Waldheim (1771 - 1853).
Luego del gymnasium, ingresa a la pensión noble de la Universidad imperial de Moscú, y de la propia Universidad, donde escribió a los dieciséis años De interna plantarum fabrica publicado a expensas de la Universidad de Moscú, como manual de cursos de anatomía vegetal.
Presentó su tesis Tractatus anatomico-physiologicus de auditu hominis lo que permite ser médico a los veintitrés años.
Luego toma cursos de botánica en la rama de Moscú de la Academia médico-quirúrgica, y desde 1828 cursos de Historia Natural en la escuela de medicina. Fue nombrado profesor titular en 1830 en botánica y farmacología de la Academia Médico-Quirúrgica y en 1832 profesor de Zoología en la Universidad de Moscú, y asume la dirección del Museo Zoológico de Moscú hasta 1834.
Desde 1839, imparte cursos sobre prescripción médica en la Academia médico-quirúrgica, así como cursos de terapia.
Como labor científica se dedicó a esa universidad para la que trabajó durante casi cuarenta años, hasta 1865, y continuando después de su retiro. Se dedicó durante treinta años, a esa sociedad científica. Sin embargo, a pesar de un fuerte sentido crítico y la extensión de su conocimiento, Fischer von Waldheim publicó poco.

## Obra principal
- 1829. Notice sur l’accroissement du tronc des dicotylédones, Bull. de la Soc. des natural. de Moscou

- 1838. Notice sur les avantages des micromètres au foyer de l’oculaire dans les microscopes composés, etc., Bull. de la société des natural. de Moscou

- 1841. Le microscope pancratique, Moscú

## Honores
- 1840 a 1850: inspector de instituciones educativas privadas en Moscú

### Membresías
De numerosas sociedades científicas rusas y extranjeras
- 1853: vicepresidente y luego como presidente de la Sociedad Imperial de Naturalistas de Moscú (posición que su padre también ocupó)
- Academia médico-quirúrgica en 1841, hasta que la Academia dejó de existir dos años más tarde
- 1833 a 1835: Universidad de Moscú del comité de educación y varios comités de la universidad. Y elegido vicerrector dos veces y decano de la Facultad de Ciencias Físicas y Matemáticas de 1850 a 1854

### Eponimia
- 1884: la Sociedad de Naturalistas de Moscú estableció un premio botánico permanente en su nombre

- La abreviatura «Fisch.Waldh.» se emplea para indicar a Alexander Gregorevich Fischer von Waldheim como autoridad en la descripción y clasificación científica de los vegetales.[2]